# Phytomyza tenella
Phytomyza tenella este o specie de muște din genul Phytomyza, familia Agromyzidae, descrisă de Johann Wilhelm Meigen în anul 1830. Conform Catalogue of Life specia Phytomyza tenella nu are subspecii cunoscute.